# Кавабе (уезд, Хёго)
Кавабе (яп. 川辺郡 Кавабе-гун) уезд расположен в префектуре Хиого, Япония.

Расположение уезда Кавабе в префектуре Хиого.

По оценкам на 1 апреля 2017 года, население составляет 30,717 человек, площадь 90.33 км ², плотность 340 человек / км ².
Климат субтропический и влажный. Температура составляет 14 °C. Самый жаркий месяц - июль, 24 °C, а самый прохладный январь, 4 °C. Среднее количество осадков составляет 1771 миллиметр в год. Самый влажный месяц - июнь, с количеством осадков 243 миллиметра, а самый влажный январь - 64 миллиметра.

## Посёлки сёла
- Инагава